# Brenner Autobahn
L'autostrada austriaca A13 collega Innsbruck con il passo del Brennero, ove in territorio italiano l'autostrada prende il nome di A22.

## Itinerario

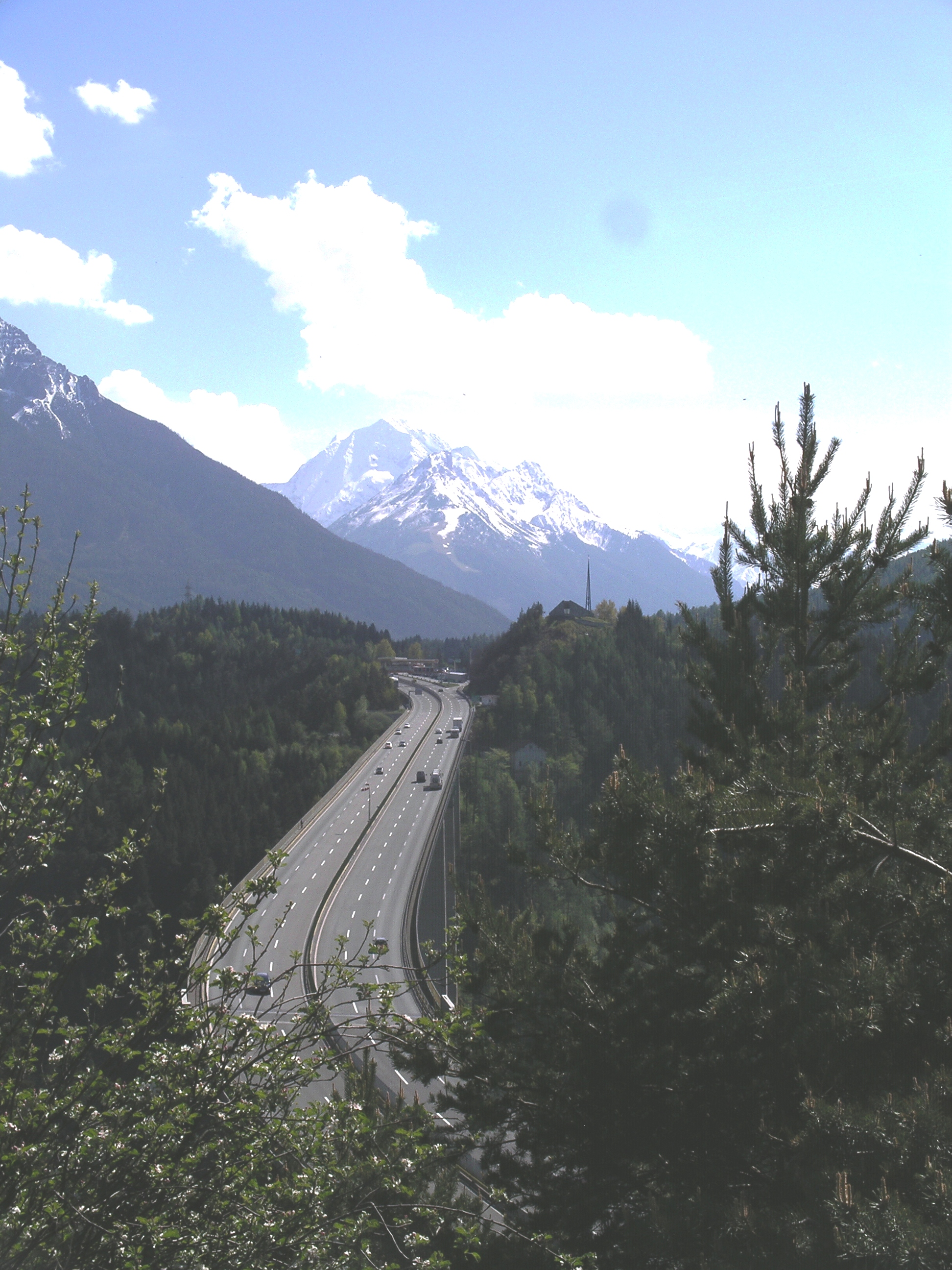
Il ponte Europa

A Innsbruck si interseca con l'autostrada A12 che collega il Vorarlberg con Kufstein, prosegue per Monaco di Baviera e rientra in Austria a Salisburgo.

Si tratta di un'autostrada a pedaggio come tutte le autostrade austriache, tuttavia per transitarvi non è richiesto il bollino, che diviene obbligatorio solo se si prosegue oltre Innsbruck lungo la A12. Il pedaggio è riscosso tramite barriere, una delle quali si trova presso il celebre ponte Europa.

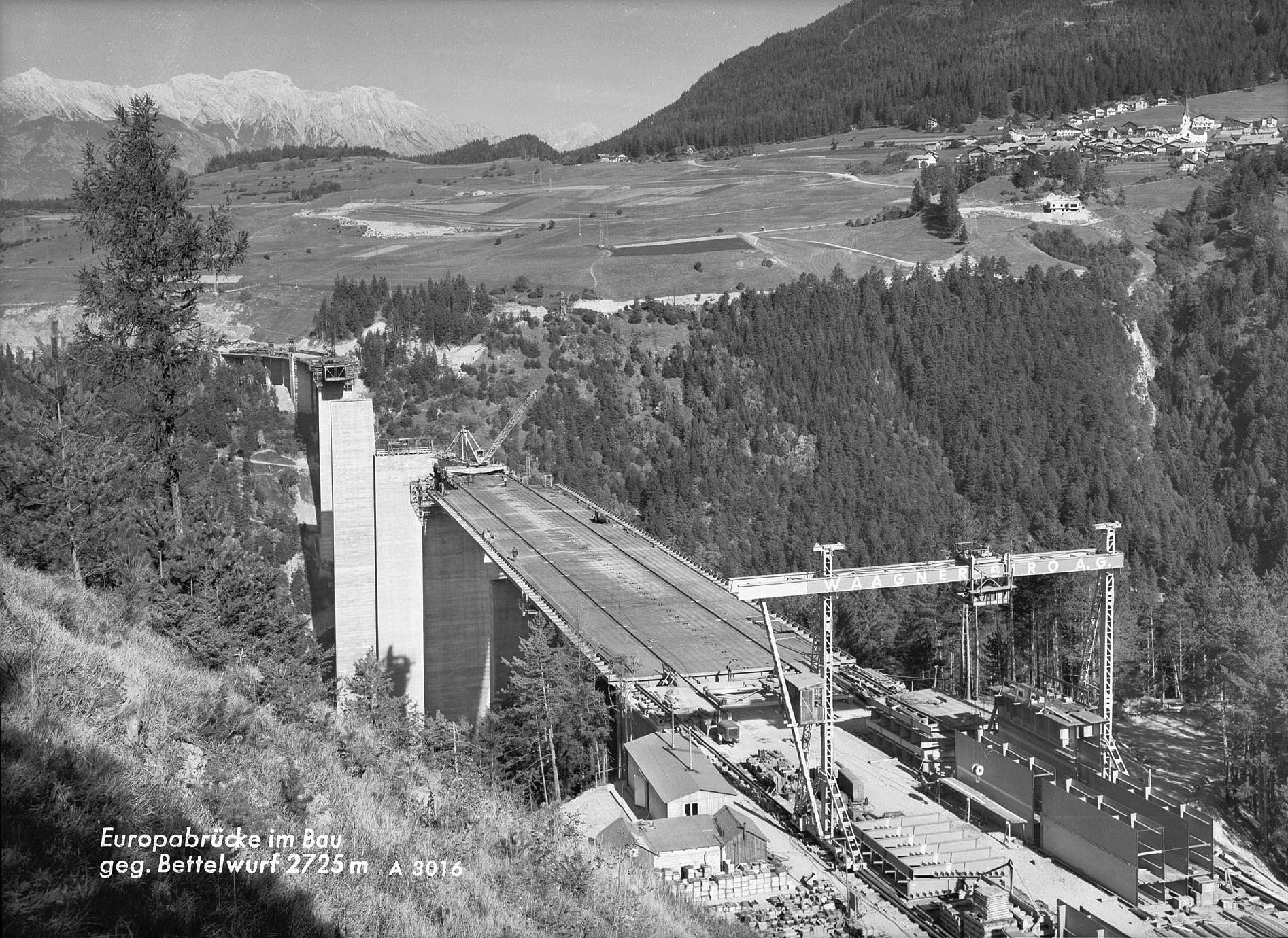
Il ponte Europa in costruzione